# Partido Estadounidense de la Libertad
El Partido Estadounidense de la Libertad (en original inglés: American Freedom Party) es un partido político estadounidense de extrema derecha que promueve la supremacía blanca. Fue oficialmente fundado en enero de 2010 -aunque en noviembre de 2009 había entregado la documentación necesaria para presentarse a elecciones en California- en respuesta a la crisis económica de 2008-2012 y a las políticas implementadas por Barack Obama, manteniendo posiciones populistas y racistas  y definiendo como su principal misión la de representar los intereses de los estadounidenses blancos.
El partido se opone fuertemente a la inmigración, la globalización, y apoya firmemente una política exterior no intervencionista. Aunque el partido no respalda a los sindicatos, ha manifestado su apoyo a los derechos laborales de la clase obrera, poniendo en una posición de privilegio a los trabajadores estadounidense respecto de los inmigrantes ilegales y prohibiendo la reubicación en el extranjero de empresas de industria y tecnología.
En la actualidad, ha mostrado su apoyo a la administración del presidente Donald Trump.